# Aeluropus badghyzii
Aeluropus badghyzii är en gräsart som beskrevs av Nikolai Nikolaievich Tzvelev. Aeluropus badghyzii ingår i släktet Aeluropus och familjen gräs. Inga underarter finns listade i Catalogue of Life.